# 에드워드 F. 콕스
에드워드 리들리 핀치 콕스(영어: Edward Ridley Finch Cox, 1946년 10월 2일 ~ )는 미국의 기업 및 금융 변호사이며 현재 뉴욕 공화당 주 위원회의 의장이다. 그는 리처드 닉슨 대통령과 팻 닉슨의 딸인 트리샤 닉슨 콕스와 결혼했다.